# Hôtel de ville annexe de Saint-Claude
L'hôtel de ville annexe de Saint-Claude, anciennement hôtel de la Caisse d'épargne, est un bâtiment de la fin du XIXe siècle situé à Saint-Claude (Jura), en France. Il a autrefois accueilli un établissement bancaire, pour lequel il a été construit. De nos jours, il accueille un centre communal d'action sociale.

## Situation et accès
L'édifice est situé au no 1 de la rue Rosset, à l'intersection de la rue du Collège, dans le centre-ville de Saint-Claude, et plus largement au sud du département du Jura.

## Histoire

### Hôtel de la Caisse d'épargne

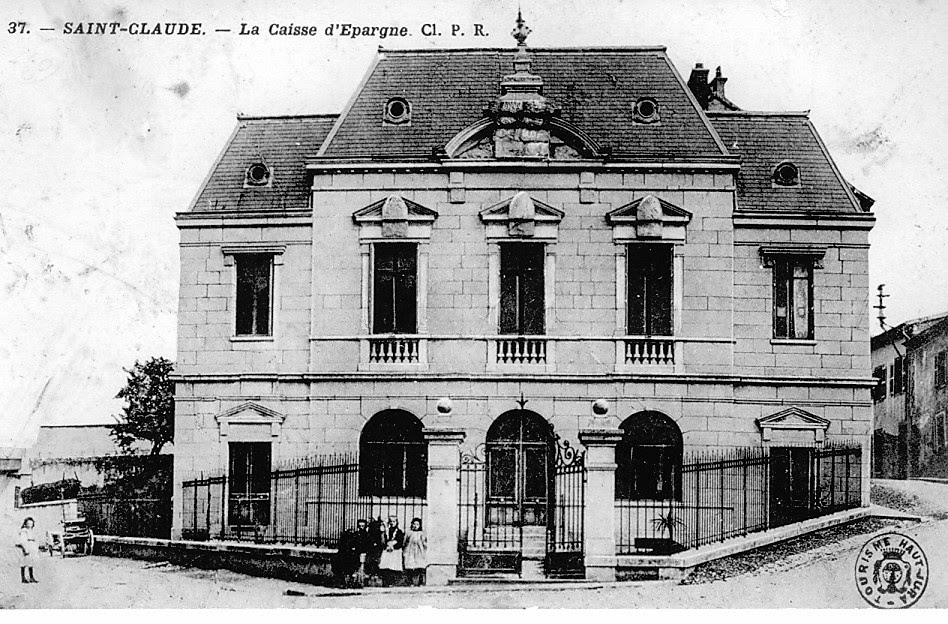
Carte postale ancienne représentant l'hôtel de la Caisse d'épargne, au tournant du XXe siècle.

À la fin de 1894, un concours pour la construction d'un hôtel de la Caisse d'épargne est ouvert aux architectes du département du Jura. L'hôtel est finalement élevé durant les années 1890 selon les plans de l'architecte Émile Hytier.
Le 1er mars 1899, le conseil des directeurs de la Caisse d'épargne procède à la réception des travaux, sous la présidence du sénateur et maire de Saint-Claude Jean-Baptiste Vuillod. Les directeurs manifestent leur satisfaction et aucune observation particulière n'est faite sur les travaux, qui ont pourtant rencontré des critiques à leurs débuts. Les bureaux de la Caisse d'épargne sont transférés dans le bâtiment le 8 avril 1899.